# Trachysida
Trachysida is een kevergeslacht uit de familie van de boktorren (Cerambycidae). De wetenschappelijke naam van het geslacht werd voor het eerst geldig gepubliceerd in 1913 door Casey.

## Soorten
Trachysida omvat de volgende soorten:
- Trachysida aspera (LeConte, 1873)
- Trachysida mutabilis (Newman, 1841)